# ۱۸۶ (میلادی)
۱۸۶ (میلادی) صد و هشتاد و ششمین سال تقویم میلادی است.

## درگذشتگان
‎